# Liste des aérodromes aux Pays-Bas
Cet article présente une  liste des aérodromes aux Pays-Bas, groupés par types.
Le plus grand aéroport est de loin celui d'Amsterdam-Schiphol qui est l'un des plus importants d'Europe. Les autres aéroports desservis par des lignes commerciales sont : l'aéroport de Rotterdam-La Haye (anciennement nommé Zestienhoven), l'aéroport de Groningue-Eelde, l'aéroport d'Eindhoven et l'aéroport de Maastricht-Aix-la-Chapelle. Les aérodromes de De Peel, Valkenburg and Soesterberg ne sont plus utilisés en tant que bases militaires et sont désormais surtout utilisés par des planeurs. Le futur de l'ancien aérodrome militaire de Twente reste incertain. En outre, l'aéroport d'Ameland, situé sur l'île éponyme, ne dispose pas d'une piste goudronnée.
Le premier aéroport à vocation civile à ouvrir dans le pays fut celui de Waalhaven (1920), près de Rotterdam. Il fut détruit durant la Seconde Guerre mondiale. Schiphol, ouvert en 1916, était à ses débuts un aéroport militaire ; les liaisons civiles commencèrent dès 1920 également.

## Aéroports, aérodromes et héliports
Les aéroports dont le nom est indiqué en gras sont ceux où des compagnies aériennes assurent des vols commerciaux. 
| Ville desservie (localisation) | OACI | AITA | Nom de l'aéroport                                                 | Coordonnées                 |
| ------------------------------ | ---- | ---- | ----------------------------------------------------------------- | --------------------------- |
| Aéroports civils               |      |      |                                                                   |                             |
| Ameland                        | EHAL |      | Aéroport d'Ameland                                                | 53° 27′ 06″ N, 5° 40′ 38″ E |
| Amsterdam (Haarlemmermeer)     | EHAM | AMS  | Aéroport d'Amsterdam-Schiphol                                     | 52° 18′ 29″ N, 4° 45′ 51″ E |
| Arnhem                         | EHTL |      | Aérodrome de Terlet (nl)                                          | 52° 03′ 26″ N, 5° 55′ 28″ E |
| Le Helder                      | EHKD | DHR  | Aéroport du Helder (nl) Marinevliegkamp (Base aéronavale) De Kooy | 52° 55′ 28″ N, 4° 46′ 51″ E |
| Apeldoorn (Deventer)           | EHTE |      | Aéroport international de Teuge (nl)                              | 52° 14′ 41″ N, 6° 02′ 48″ E |
| Drachten                       | EHDR |      | Aérodrome de Drachten (nl)                                        | 53° 07′ 05″ N, 6° 07′ 45″ E |
| Eindhoven                      | EHEH | EIN  | Aéroport d'Eindhoven Base aérienne Welschap                       | 51° 27′ 00″ N, 5° 22′ 28″ E |
| Enschede                       | EHTW | ENS  | Aéroport d'Enschede-Twente (nl)                                   | 52° 16′ 33″ N, 6° 53′ 21″ E |
| Groningue (Eelde)              | EHGG | GRQ  | Aéroport de Groningue-Eelde                                       | 53° 07′ 30″ N, 6° 35′ 00″ E |
| Hilversum                      | EHHV |      | Aéroport d'Hilversum (nl)                                         | 52° 11′ 31″ N, 5° 08′ 49″ E |
| Bréda (Hoeven)                 | EHSE |      | Aéroport international de Bréda (nl)                              | 51° 33′ 17″ N, 4° 33′ 09″ E |
| Hoogeveen                      | EHHO |      | Aéroport de Hoogeveen (nl)                                        | 52° 43′ 51″ N, 6° 30′ 58″ E |
| Lelystad                       | EHLE | LEY  | Aéroport de Lelystad (nl)                                         | 52° 27′ 37″ N, 5° 31′ 38″ E |
| Maastricht (Aix-la-Chapelle)   | EHBK | MST  | Aéroport de Maastricht-Aix-la-Chapelle                            | 50° 54′ 57″ N, 5° 46′ 37″ E |
| Middelbourg                    | EHMZ |      | Aéroport de Midden-Zeeland (nl)                                   | 51° 30′ 44″ N, 3° 43′ 52″ E |
| Middenmeer                     | EHMM |      | Aérodrome de Middenmeer (nl)                                      | 52° 49′ 00″ N, 5° 01′ 40″ E |
| Rotterdam                      | EHRD | RTM  | Aéroport de Rotterdam-La Haye                                     | 51° 57′ 25″ N, 4° 26′ 14″ E |
| Stadskanaal                    | EHST |      | Aérodrome de Stadskanaal (nl)                                     | 52° 59′ 55″ N, 7° 01′ 22″ E |
| Texel                          | EHTX |      | Aéroport international de Texel                                   | 53° 06′ 55″ N, 4° 50′ 01″ E |
| Weert                          | EHBD |      | Aéroport de Kempen (nl) (Aéroport de Budel)                       | 51° 15′ 16″ N, 5° 36′ 03″ E |
| Winschoten                     | EHOW |      | Aéroport d'Oostwold (nl)                                          | 53° 12′ 36″ N, 7° 02′ 06″ E |
| Bases aériennes militaires     |      |      |                                                                   |                             |
| Arnhem                         | EHDL | QAR  | Base aérienne de Deelen (nl)                                      | 52° 03′ 33″ N, 5° 52′ 38″ E |
| Gilze-Rijen                    | EHGR | GLZ  | Base aérienne de Gilze-Rijen (nl)                                 | 51° 34′ 06″ N, 4° 55′ 36″ E |
| Leeuwarden                     | EHLW | LWR  | Base aérienne de Leeuwarden                                       | 53° 13′ 40″ N, 5° 45′ 36″ E |
| Leyde                          | EHVB | LID  | Base aéronavale de Valkenburg (nl) (fermée)                       | 52° 10′ 00″ N, 4° 25′ 09″ E |
| Soesterberg                    | EHSB | UTC  | Base aérienne de Soesterberg (fermée)                             | 52° 07′ 39″ N, 5° 16′ 26″ E |
| Uden                           | EHVK | UDE  | Base aérienne de Volkel                                           | 51° 39′ 26″ N, 5° 41′ 34″ E |
| Venray                         | EHDP |      | Base aérienne de De Peel (nl) (fermée)                            | 51° 31′ 04″ N, 5° 51′ 34″ E |
| Woensdrecht                    | EHWO | WOE  | Base aérienne de Woensdrecht (nl)                                 | 51° 26′ 56″ N, 4° 20′ 30″ E |
| Héliports                      |      |      |                                                                   |                             |
| Amsterdam                      | EHHA |      | Héliport d'Amsterdam (nl)                                         | 52° 24′ 56″ N, 4° 48′ 01″ E |
| IJmuiden                       | EHYP |      | Héliport d'IJmuiden (nl) (YPAD)                                   | 52° 28′ 12″ N, 4° 35′ 42″ E |
| Rotterdam                      | EHTP |      | Héliport de Maasvlakte (nl)                                       | 51° 57′ 34″ N, 4° 05′ 24″ E |
| Vlieland                       | EHVL |      | Héliport de Vlieland (nl)                                         | 53° 17′ 48″ N, 5° 05′ 09″ E |